# کتابخانه آرامگاه بوعلی
کتابخانهٔ آرامگاه بوعلی در داخل آرامگاه بوعلی‌سینا در شهر همدان قرار دارد. بیشتر کتاب‌های این کتابخانه به زبان غیرفارسی است و توسط کشورهای خارجی که نمایندهٔ آنها در جشن هزارهٔ ابن سینا شرکت داشتند، به این کتابخانه اهدا شده‌اند. همچنین بیشتر این کتاب‌ها ترجمهٔ کتاب‌ها و رسالات ابن سینا هستند که طی سال‌های متمادی به زبان‌های غیرفارسی ترجمه شده‌اند. صندلی‌ها و میزهای مطالعهٔ کتابخانه با برداشتی از زندگی علمی ابن سینا ساخته شده‌اند. بیشتر استفاده‌کنندگان این کتابخانه متخصصان ایرانی و غیرایرانی هستند.